# Energielabel für Umwälzpumpen in der Heizungstechnik
Die Energieverbrauchskennzeichnung für Umwälzpumpen gibt ähnlich wie andere Energieverbrauchskennzeichnungen Auskunft über die Energieeffizienz einer Umwälzpumpe.

## Einführung der Kennzeichnung
Im Jahr 2005 erklärten sich europäische Heizungspumpenhersteller unter der Leitung des Verbandes Europump in einer freiwilligen Selbstverpflichtung bereit, Heizungspumpen zukünftig mit einem Energielabel zu kennzeichnen. Somit sollen Anwender und Endverbraucher mittels eines bekannten Klassifizierungssystems befähigt werden, zu erkennen, wie energieeffizient ein eingesetztes Produkt ist. Zu den Herstellern, die die Selbstverpflichtung eingegangen sind, gehören unter anderem WILO SE, Grundfos GmbH, Circulation Pumps und Smedegaard.

## Gültigkeit des Energielabels
Um eine sinnvolle Vergleichbarkeit innerhalb der Energieklassifizierung zu ermöglichen, müssen bestimmte Randbedingungen erfüllt sein.
Anwendung in der Heizungstechnik
Das Lastprofil gilt für Anwendungen in der Heizungstechnik. (Für andere Anwendungen – beispielsweise in der Kälte- und Klimatechnik oder Trinkwasserzirkulation – können sich andere Lastprofile und somit andere Energiekennwerte ergeben.)
Eigenständiger Betrieb der Pumpen (Stand alone)
Insbesondere Pumpen, die in Wandgeräten eingebaut sind, werden von der Heizgerätesteuerung in Abhängigkeit vom Brennprozess ein- und ausgeschaltet oder drehzahlgeregelt. Die erzielten Ergebnisse lassen sich auf diese herstellerspezifischen Lösungen nicht übertragen.
Kreiselpumpen in Nassläuferbauweise
Pumpen anderer Bauart sind technisch nicht vergleichbar und führen daher zu ungültigen Klassifizierungsergebnissen.
Elektrische Aufnahmeleistung
P1 bis 2,5 kW

## Das Klassifizierungsverfahren
Die Klassifizierung der Energieeffizienz von Heizungspumpen erfolgt durch ein messtechnisches Verfahren. Dabei wird die Leistungsaufnahme der Heizungspumpe in vier verschiedenen Betriebspunkten gemäß dem dargestellten Lastprofil gemessen.
Da, wie oben dargestellt, für viele Anlagen eine Dp-variabel-Regelcharakteristik vorteilhaft ist, dient diese Regelkurve als Referenz. Abweichungen von der Regelkurve führen zu höheren Energiekennwerten. Die ermittelten Leistungsaufnahmen in den vier Betriebspunkten werden mit den Zeitanteilen aus dem Lastprofil gewichtet. Die so errechnete mittlere Leistungsaufnahme der Pumpe wird dann ins Verhältnis zu einer typischen Leistungsaufnahme vergleichbarer Heizungsumwälzpumpen mit gleicher hydraulischer Leistung gesetzt. Es ergibt sich die so genannte Referenzleistungsaufnahme, die aus Messungen einer Vielzahl von handelsüblichen Pumpen ermittelt wurde. Das Ergebnis der Berechnung ist der Energie-Effizienz-Index (EEI). Je kleiner der EEI, desto weniger elektrische Energie verbraucht die Pumpe, und desto besser ist die Energieklassifizierung.